# NGC 3777
NGC 3777 је спирална галаксија у сазвежђу Пехар која се налази на NGC листи објеката дубоког неба.
Деклинација објекта је - 12° 34' 9" а ректасцензија 11h 36m 6,8s. Привидна величина (магнитуда) објекта NGC 3777 износи 13,5 а фотографска магнитуда 14,3. NGC 3777 је још познат и под ознакама MCG -2-30-8, PGC 35879.